# Иаков (Аккерсдейк)
Архиепископ Иаков (нидерл. Aartsbisschop Jakob или Jacob, в миру Якобюс Антониюс Хюбертюс Аккерсдейк, нидерл. Jacobus Hubertus Antonius Akkersdijk; 13 августа 1914, Гаага — 26 июля 1991, Гаага) — епископ Русской православной церкви, архиепископ Гаагский и Нидерландский.

## Биография
Родился 13 августа 1914 года в голландской семье, 14 августа крещён в католической церкви. Закончил иезуитское училище. Был послушником в католическом бенедиктинском монастырe в Штеенбрюгге, Бельгия. В Штеенбрюгге познакомился со своим будущим многолетним сподвижником Адрианом Корпоралом. В 1935 году покинул монастырь из-за некрепкого здоровья.
После знакомства с иеромонахом Дионисием (Лукиным) решил принять православие. Принят 10 мая 1940 года через миропомазание. Вместе с ним в православие перешёл его друг, Адриан Корпорал.
Во время войны вместе с Адрианом они бежали из Гааги и обосновались на маленькой ферме в Лимбурге, где стали вести монашескую жизнь.
В 1945 году Дионисий (Лукин) вместе с митрополитом Евлогием (Георгиевским) вернулся в лоно Русской Православной Церкви, но Иаков и Адриан перешли в юрисдикцию Русской Зарубежной Церкви, основав в Гааге голландскоязычный приход в честь святого Иоанна Крестителя.
10 августа 1948 года пострижен в монашество.
В 1952 году их небольшой приход посетил архиепископ Брюссельский и Западноевропейский Иоанн (Максимович). Будучи поборником восстановления национальных православных Церквей в Европе, владыка Иоанн одобрительно отнёсся к деятельности православных голландцев-миссионеров и предложил им в случае необходимости обращаться к нему за помощью.
В 1954 году эта община вошла в епархию архиепископа Иоанна, который тогда же рукоположил Иакова в иеромонаха и назначил священником в приход Иоанна Предтечи, преобразованный в женский монастырь. Его основу составили монахини-бенедиктинки, перешедшие в Православие. Эта обитель поставила перед собой задачу свидетельствовать среди местного населения о Православии. Благодаря архиепископу Иоанну удалось отстоять голландский язык для богослужебного употребления и продолжить свою миссионерскую деятельность.
10 августа 1958 года возведён в сан игумена.
С переводом владыки Иоанна за океан, эти приходы фактически остались без архипастырского окормления. В связи с этим по настоянию архиепископа Иоанна игумен Иаков (Аккерсдайк) определён быть епископом Гаагским.
21 февраля 1965 года возведен в сан архимандрита.
19 сентября 1965 года в храме святого Иова Многострадального в Брюсселе был хиротонисан в епископа Гаагского, викария Западно-Европейской епархии, Начальника Православной Голландской (новостильной) Миссии. Чин хиротонии совершили митрополит Филарет (Вознесенский), архиепископ Женевский Антоний (Бартошевич) и епископ Нафанаил (Львов).
После кончины архиепископа Иоанна в 1966 году епископ Иаков со своей паствой лишился той поддержки и защиты, которую оказывал голландской епархии святитель. Вообще после смерти митрополита Анастасия (Грибановского) и святителя Иоанна (Максимовича) в Синоде РПЦЗ возобладал дух изоляционизма а также желание заставить все западнообрядные и новостильные приходы служить по старому календарю и согласно богослужебной традиции, принятой в восточных православных церквах (русской, греческой, болгарской и.т.д.). Таким образом, Гаагская епархия Русской Зарубежной Церкви фактически оказалась в изоляции.
14 мая 1971 года постановлением Архиерейского Синода РПЦЗ его титул был изменён на «Гаагский и Голландский».
14 сентября того же года на Архиерейском Соборе РПЦЗ зашла речь о Голландской миссии. Как отметил Первоиерарх РПЦЗ митрополит Филарет (Вознесенский), миссия «имеет православную пасхалию, но в остальном живет по новому стилю. Однако, у неё нет никакого модернизма. Между тем, мы получаем упреки со стороны других и нам трудно обороняться от укоризн. Поэтому, нужно просить Архиепископа Антония, чтобы он старался воздействовать на голландцев, чтобы они перешли к старому стилю»
Поскольку Архиерейский Синод не пошёл ему на встречу в его желании отмечать праздники по западному календарю, епископ Иаков со своей общиной и двумя монастырями уходит из РПЦЗ и подаёт прошение о переходе в Московский Патриархат.
18 августа 1972 года решением Синодом Русской Православной Церкви епископ Иаков был принят в сущем сане с клиром и паствой и назначен правящим архиереем новообразованной Гаагской и Нидерландской епархии.
12 июня 1979 года возведён в сан архиепископа.
16 февраля 1984 года награждён орденом святого равноапостольного великого князя Владимира 2-й степени.
30 декабря 1988 года почислен на покой.
Внезапно скончался 26 июля 1991 года, сидя за своим рабочим столом в Гааге. Погребён 31 июля в Гааге на монастырском кладбище Иоанно-Предтечнского женского монастыря при большом стечении духовенства и верующих во главе с епископами Брюссельским Симоном (Ишуниным) и Евменийским Максимом (Мастихисом) (Константинопольский Патриархат).